# Tabatinga (São Paulo)
Tabatinga es una ciudad brasileña del estado de São Paulo, perteneciente a la mesorregión de Araraquara. Debido al intenso cultivo de la naranja, Tabatinga tiene el apodo de "La Princesa de las Naranjas." Hoy en día es considerada la capital de lose animales de peluche.
Tabatinga es una palabra indígena que en el idioma tupí significa barro blanco de mucha viscosidad, que es encontrada en el fondo de los ríos, y también significa casa pequeña.

## Historia
La fundación de Tabatinga está estrechamente relacionada con la expansión de la cultura del café en el oeste de São Paulo registrada desde la década de 1850. Sin embargo, los campos de Araraquara ya eran conocidos desde el siglo XVIII, cuando los bandeirantes vinieron aquí en busca de oro en Goiás y Mato Grosso, utilizando, por tanto, el río Tietê y el "Picadão de Cuiabá".
Según la información facilitada por Don Amancio Antonio de Souza, testigo de buena reputación de la formación de este núcleo urbano, Tabatinga proviene del siguiente modo: al final del siglo XIX existían en esta zona del estado de São Paulo grandes núcleos de tierra que fueron vendidos por el Gobierno a través de sus emisarios en el interior, para cantidades mínimas. En ese momento, había dos núcleos principales: la Hacienda Santana y la Hacienda São João das Três Barras. La Hacienda São João das Tres Barras era conocida por este nombre ya que era la convergencia de tres ríos: Ribeirão São João, Córrego do Meio y Córrego do Cavalo. Junto con la Hacienda Santana, formó la parcela que hoy es una gran parte de la ciudad de Tabatinga. Las 5.000 hectáreas que formaban la Fazenda São João das Tres Barras fueron adquiridas por Custódio José do Vale, por la cantidad de $900.000 reales. Con su muerte, la herencia pasó a su hijo Izaias Xavier do Vale, su esposa Mariana de Jesús Antonia y a su cuñadaBárbara Lyra da Castidade, que dejó en su testamento como heredero, a su sobrino Francisco Quintino do Vale. Joaquim Pinto Ramalho e Izaias relativos poseían la margen izquierda de Córrego do Cavalo de unos 20 acres, que donaron a la Diócesis de São Carlos, en honor de Nuestra Señora del Buen Consejo, que ahora es la patrona de Tabatinga. Esta área formó el patrimonio sobre el que hoy se encuentra en gran parte en el área urbana de Tabatinga y cuya escritura de donación fue firmado por Izaias Xavier do Vale definitivamente el 8 de mayo de 1896.
Más allá de la herencia de Nuestra Señora del Buen Consejo, otra porción de 10 acres de terreno fue donado a la Diócesis de São Carlos por Mariana Antonia de Jesús, esposa de Izaias. Este nuevo patrimonio, que pasó a llamarse a Santa Cruz, se encuentra en la orilla derecha del Córrego do Cavalo. En ese momento, fue construido en el Patrimonio de Nuestra Señora del Buen Consejo, casi al borde de Córrego do Cavalo, una pequeña casa, propiedad del agricultor Juan Lopes Marins, que residía en el sitio de Macaia a tres kilómetros de distancia. Esa casa fue alquilada a John Satyro que instaló una pequeña taberna. Otras cabañas fueron construidas y formaron una pequeña ciudad llamada São João das Três Barras. En 1908 fue elevada a la categoría de Distrito Policial bajo el nombre de Distrito do Jacaré. Primeras autoridades designadas para el distrito policial fueron Antonio Thomaz de Souza, Sub-delegado, Carlos Guimarães, Primer Suplente, Antonio Pinto de Mendonca, Suplente Segundo y Rafael Mastrocezare, Suplente Tercero.

## Geografía
La ciudad se encuentra en las coordenadas 21°43′01″S 48°41′18″O / -21.71694, -48.68833. Está a una altitud media de 490 metros. Su población en 2010 era 14 686 habitantes. Tiene una superficie de 366,456 kilómetros².

### Hidrografía
- Río São Lourenço
- Ribeirão São João
- Río Jacaré-Guaçu

### Carreteras
- SP-331 - Victor Maida Vicinal

## Administración
- Alcalde : Valter Valentim Camargo (2013–2016)
- Vicealcalde: Mariângela Marquesi Costa Roque

## Religión
El Cristianismo está presente en la ciudad de la siguiente manera:

### Iglesia Católica
La iglesia católica del municipio forma parte de la Diócesis de São Carlos. La parroquia es Nuestra Señora del Buen Consejo.

### Iglesia Protestante
En la ciudad están presentes las más diversas creencias evangélicas, principalmente pentecostales, incluidas las Asambleas de Dios de Brasil (la iglesia evangélica más grande del país), Congregación Cristiana, entre otras. Estas denominaciones están creciendo cada vez más en todo Brasil.